# 九四式偵察機
九四式偵察機
- 用途：偵察
- 設計者：大和田繁次郎[1]
- 製造者：中島飛行機・立川飛行機・満洲飛行機
- 運用者：日本陸軍
- 生産数：383機

九四式偵察機（きゅうよんしきていさつき）キ4は、太平洋戦争前に日本陸軍で採用された偵察機である。設計・製造は中島飛行機。

## 概要
九二式偵察機が思った程高性能ではなかったため、1933年（昭和8年）に陸軍は中島に対して欧米各国と同等の高性能新型偵察機の試作を指示した。中島では1934年（昭和9年）3月に試作第1号機を完成させ、試験後の小改修を経て1934年7月に九四式偵察機として制式採用された。
本機は一葉半型の木金混合構造羽布張りの主翼と全金属製モノコック構造の胴体を持ち、運動性・稼働率とも優れた機体であった。そのため、近距離偵察の他地上部隊の戦闘支援や連絡などの多用途に利用され、前線においては非常に重宝された。後期生産型である乙型には爆弾架が装備されており軽爆撃機として利用されることも多く、いわゆる直接協同偵察機のはしりともいえる機体であった。支那事変のころの主力機で、後継機である九八式直接協同偵察機が採用されると前線から引き上げられた。しかし、太平洋戦争時においても連絡、訓練などの雑用機として用いられた機体もあった。
生産は初期生産型の甲型は中島において行われたが、乙型の生産は立川飛行機と満洲飛行機で行われた。総生産機数は383機である。

## スペック
- 全長： 7.73m
- 全幅： 12.00 m
- 全高： 3.50 m
- 主翼面積： 29.70m2
- 自重： 1,615 kg
- 全備重量： 2,616 kg
- エンジン： ハ8-I 空冷星型9気筒エンジン 550HP×1
- 最大速度： 300 km/h
- 航続距離： 1,200 km
- 武装： 
  - 7.7mm機関銃×3~4
  - 爆弾50kg
- 乗員： 2名